# Meesteker
Een meesteker of bijsteker was een gemotoriseerde tweewieler met maximaal 50cc cilinderinhoud waarop de coureur al meetrappend races reed. Wedstrijden ermee kwamen in België voor in de jaren 1950 en jaren 1960. 
De jaren 50 tekent zich door de verdere doorontwikkeling van de fiets met hulpmotor naar de bromfiets. In het kielzog daarvan werden races gehouden op deze tweewielers. De geprepareerde tweewielers hadden nog geen hoog vermogen, waardoor een goed meetrappend coureur (piloot) vooral na een bocht vele meters kon winnen op de concurrentie die niet een voorziening had om mee te kunnen trappen. De races werden georganiseerd op een stratencircuit of industrieterrein zonder al te veel regels. De machine mocht hooguit 50cc cilinderinhoud hebben maar het was niet verboden mee te trappen. Vooral hoge tweewielers werden als meesteker of bijsteker gebruikt omdat de coureur daarmee meer vrijheid had om te kunnen bewegen. De coureurs op de meestekers of bijstekers waren vaak gekleed als wielrenners met verder een valhelm. Toeclips aan de pedalen en een groot voorblad werden ingezet om de extra snelheid te winnen.